# Gravellona Toce
Gravellona Toce ist eine Gemeinde in der italienischen Provinz Verbano-Cusio-Ossola (VB) in der Region Piemont.

## Lage und Einwohner
Gravellona liegt 11 km von der Provinzhauptstadt Verbania entfernt auf einer Höhe von 211 m ü. M. Das Gemeindegebiet umfasst eine Fläche von 14,67 km² und hat 7573 Einwohnern (Stand 31. Dezember 2024). Gravellona Toce gilt, ähnlich wie Omegna, als typisches Beispiel einer großflächigen Zersiedelung nördlich von Mailand. Gravellona Toce und Omegna sind mittlerweile zusammengewachsen, obwohl die jeweiligen Ortszentren sieben Kilometer voneinander entfernt liegen. Auch in östlicher Richtung erstrecken sich Industriebetriebe in Richtung Lago Maggiore. 
Die Nachbargemeinden sind Baveno, Casale Corte Cerro, Mergozzo, Omegna, Ornavasso, Stresa und Verbania. 

## Geschichte

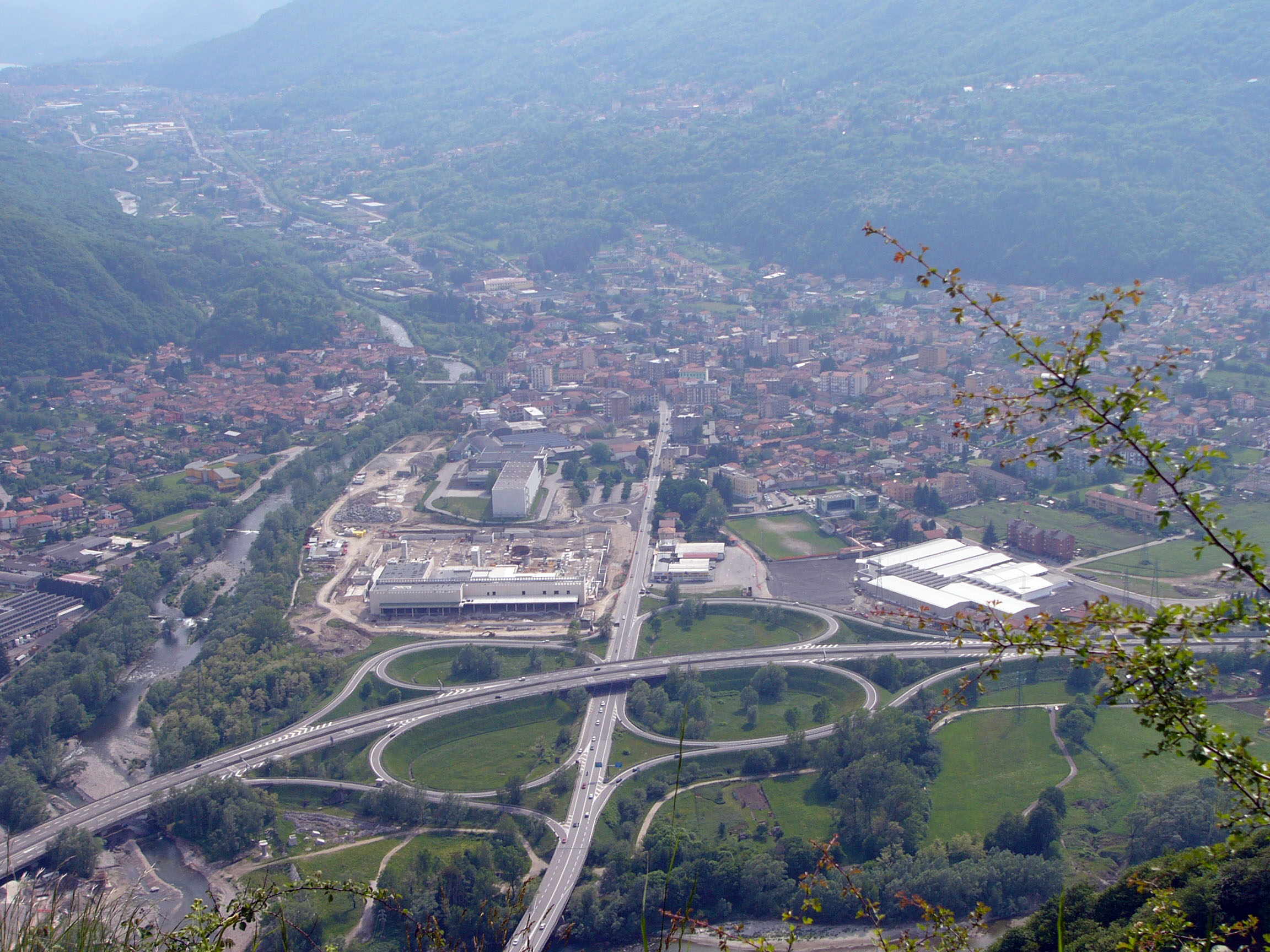
Blick auf Gravellona Toce

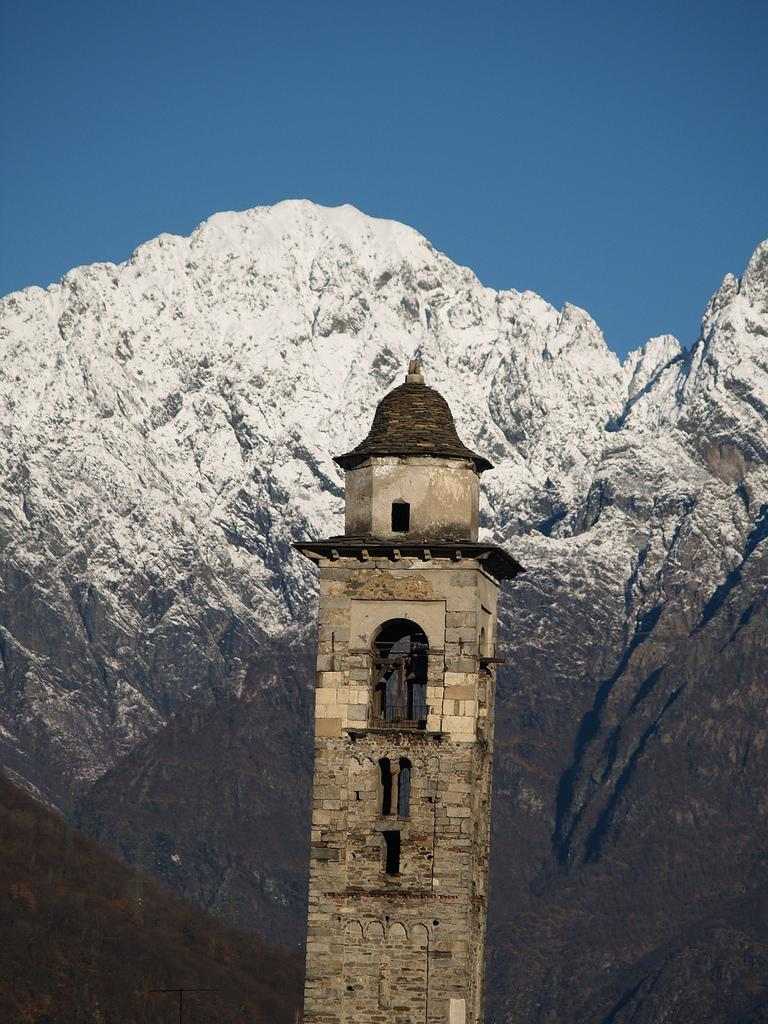
Glockenturm der Kirche San Maurizio

Der Ortsname kommt vom keltischen Kies (Schwemmkiesbett, Fläche mit Kies) durch die Gravellen- oder Gravalenform. Die Spezifikation bezieht sich auf den Fluss Toce. Die Funde von bearbeiteten Feuersteinen zeugen von prähistorischen Siedlungen im Gebiet von Gravellona Toce. Die indigenen Stämme Ligurer und Lepontier fusionierten im 5. Jahrhundert vor Christus mit den keltischen Invasoren, die im Ortschaft Motto eine Siedlung (Castelliere) gründeten. Die Kelten wurden später von den Römern (200 vor Christus) erobert, die ein Dorf bauten und rechts in die römische Verwaltung Italiens eindrangen. 
Von Gravellona Toce aus passierte man die Konsularstraße Severiana Augusta die Mediolanum (Mailand) mit Verbanus (Lago Maggiore) verband.

## Sehenswürdigkeiten
- Die Pfarrkirche San Pietro wurde im 12. Jahrhundert erbaut und dann erweitert. Die heutige Fassade stammt aus dem Jahr 1862 und ist im Neorenaissancestil gehalten; der Glockenturm von 1856 besteht aus Blöcken aus rosa Granit von Baveno.
- Die romanische Kirche San Maurizio (10. Jahrhundert) ist das älteste und bedeutendste Denkmal  von Gravellona Toce. Ihre Existenz ist seit dem 10. Jahrhundert dokumentiert. Im Innenraum wurden die Kreuzgewölbe des Daches des einschiffigen Schiffes aus dem 15. Jahrhundert durch Fachwerkträger ersetzt; im Laufe des Jahres 1925 kamen aus der Kalkschicht Fresken zum Vorschein.
- Kirche San Giuseppe (1783)
- Kirche Madonna dell’occhio
- Kirche Santa Maria
- Burgruine Castello del Motto (Castrum Gravallonae).

## Persönlichkeiten
- Francesco Albertini (* 30. Dezember 1906 in Gravellona Toce; † 17. Dezember 1996 in Verbania), Politiker des Partito Socialista Italiano, Mitglied des Abgeordnetenhauses der italienischen Republik, Mitglied des Italienischen Senats.
- Hans E. Walty (1868–1948), Zeichnungslehrer an der Bezirksschule Lenzburg, Mykologe und Aquarellist